# 霍施泰特 (石勒苏益格-荷尔斯泰因州)
霍施泰特（德語：Horstedt，發音：[ˈhɔʁʃtɛt]）是德国石勒苏益格-荷尔斯泰因州北弗里斯兰县的市镇，面积11.7平方千米，2023年12月31日人口为806人。